# Match of the Day
Match of the Day (w skrócie MOTD lub MotD) – program o tematyce piłkarskiej emitowany przez brytyjską stację BBC, którego głównym prezenterem jest były reprezentant Anglii Gary Lineker. 
Pierwsza emisja miała miejsce 22 sierpnia 1964 na kanale BBC 2; pokazano wówczas retransmisję z meczu Liverpool – Arsenal. Pierwszy mecz w kolorze (Liverpool – West Ham United) wyemitowano 15 listopada 1969 roku. 
W latach siedemdziesiątych MOTD miał największą oglądalność ze wszystkich programów piłkarskich; liczba widzów osiągnęła 12 000 000. W piątek 16 grudnia 1983 przeprowadzono pierwszą transmisję na żywo z meczu Manchester United – Tottenham Hostpur. 
Prezenterami i komentatorami programu Match of The Day byli m.in.: Kenneth Wolstenholme, David Coleman, Des Lynam, Alan Hansen, Lee Dixon, Bob Wilson, Martin Keown, Graeme Le Saux, Les Ferdinand i Ian Wright. Pierwszą kobietą, która została komentatorem MOTD była Jacqui Oatley.